# Kosmos 2321
Kosmos 2321, ruski navigacijski i komunikacijski satelit iz programa Kosmos. Vrste je Parus (Parus br. 703).
Lansiran je 6. listopada 1995. godine u 03:23 s kozmodroma Pljesecka u Rusiji. Lansiran je u nisku orbitu oko planeta Zemlje raketom nosačem Kosmos-3M 11K65M. Orbita mu je bila 258 km u perigeju i 775 km u apogeju. Orbitna inklinacija mu je bila 82,94°. Spacetrackov kataloški broj je 23676. COSPARova oznaka je 1995-052-A. Zemlju je obilazio u 94,95 minuta. Pri lansiranju bio je mase 825 kg. 
Zbog kvara u drugoj fazi nije dosegnuo orbitu. Vratio se u atmosferu 21. kolovoza 1997. godine.

## Vanjske poveznice
- N2YO.com Search Satellite Database
- Celes Trak SATCAT Format Documentation (engl.)
- Kunstman  Arhivirana inačica izvorne stranice od 12. kolovoza 2019. (Wayback Machine) Satellites in Orbit (engl.)